# Gleicheniales

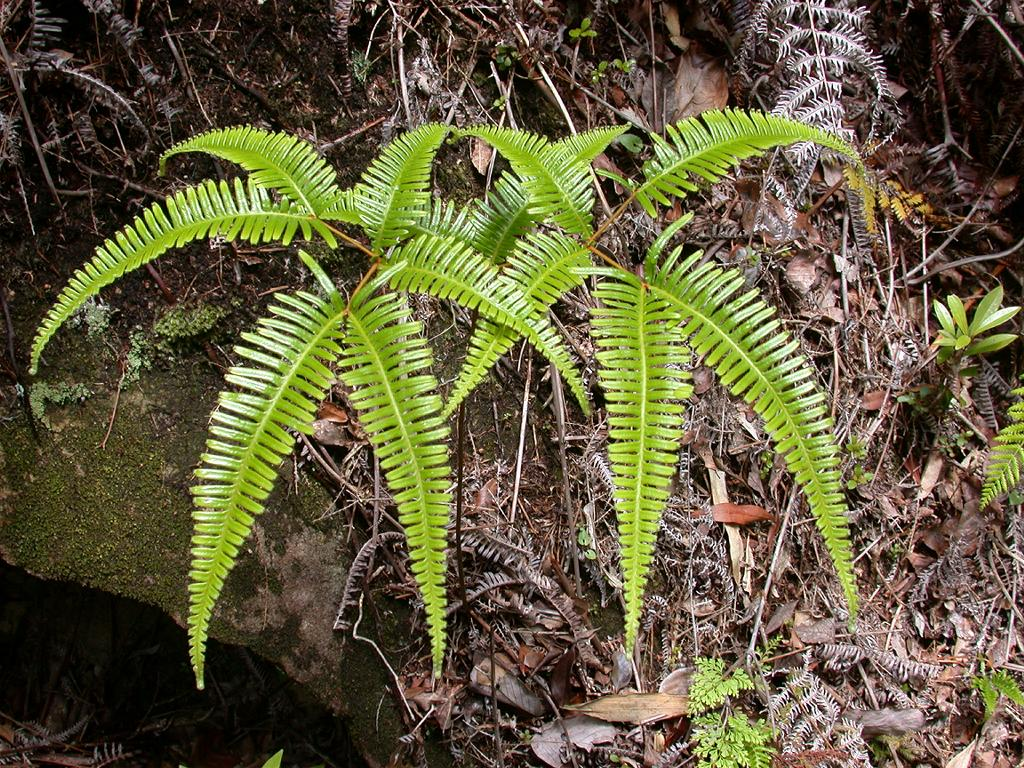
Gleicheniaceae: Dicranopteris linearis.

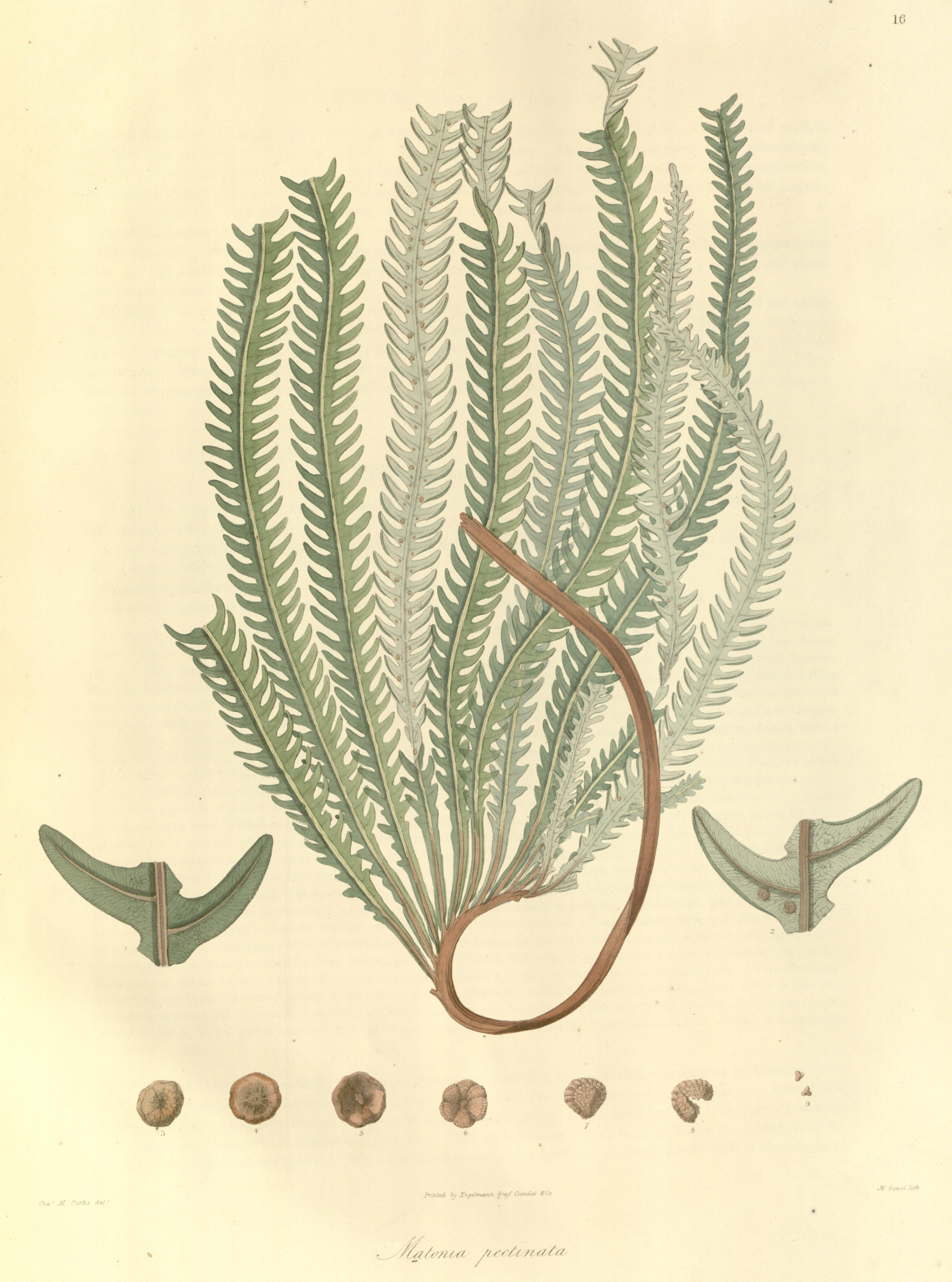
Illustration aus Plantae Asiaticae rariores, or, Descriptions and figures of a select number of unpublished East Indian plants, Tafel 16 von Matoniaceae: Matonia pectinata

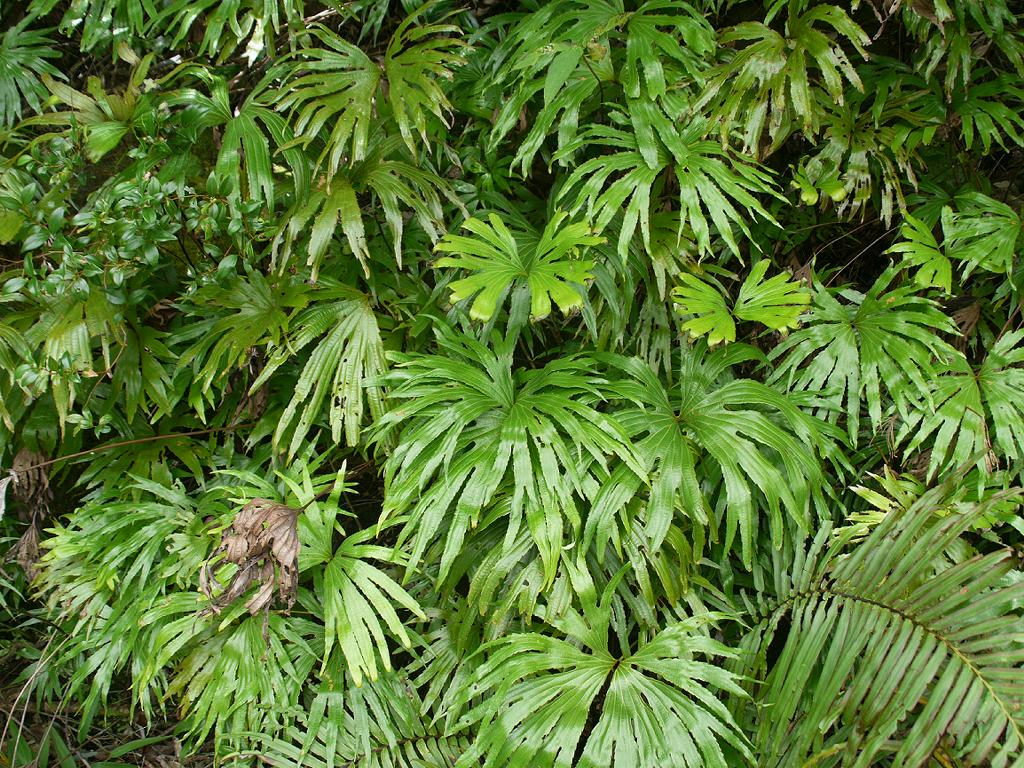
Dipteridaceae: Dipteris conjugata

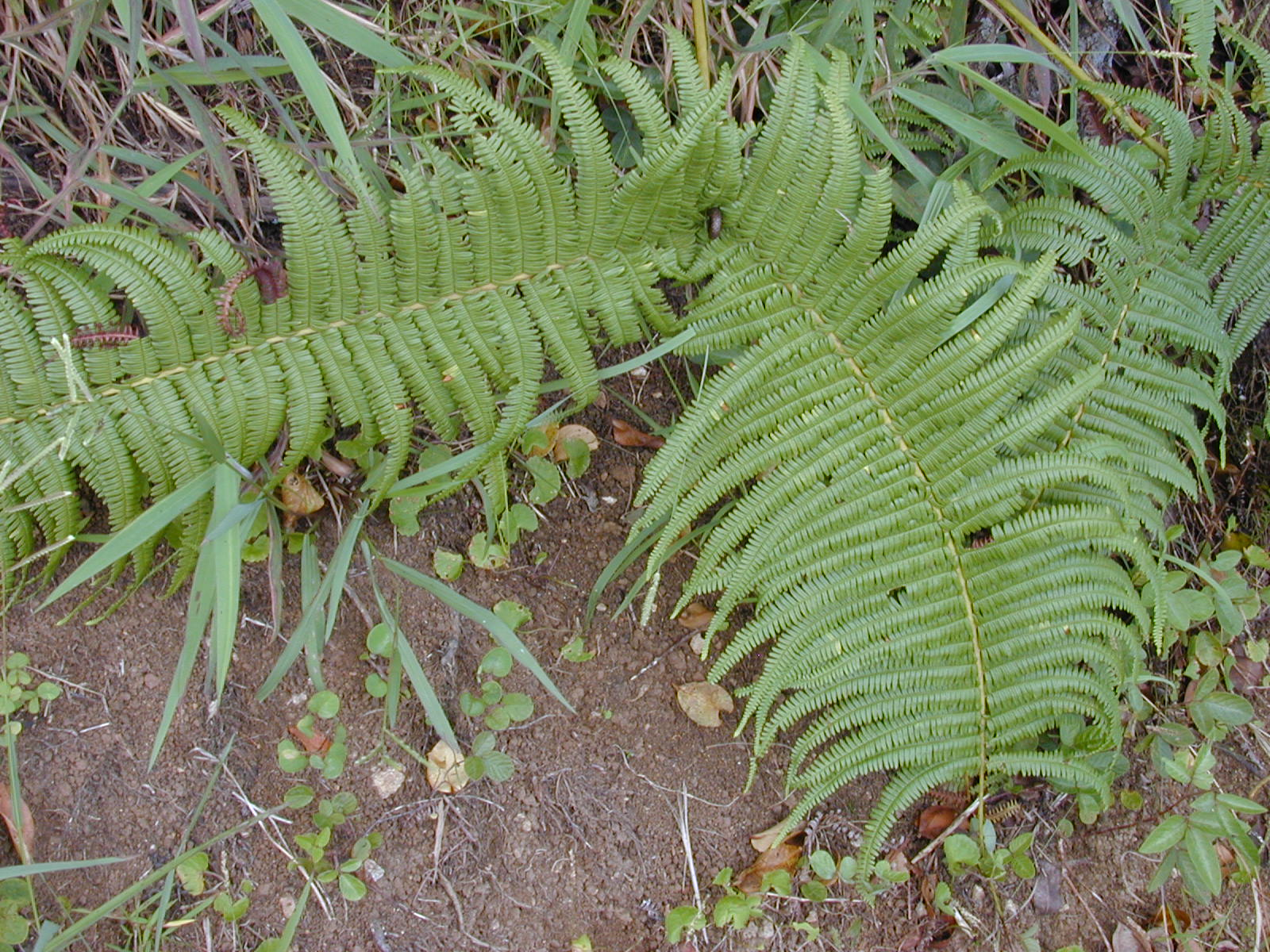
Gleicheniaceae: Diplopterygium pinnatum

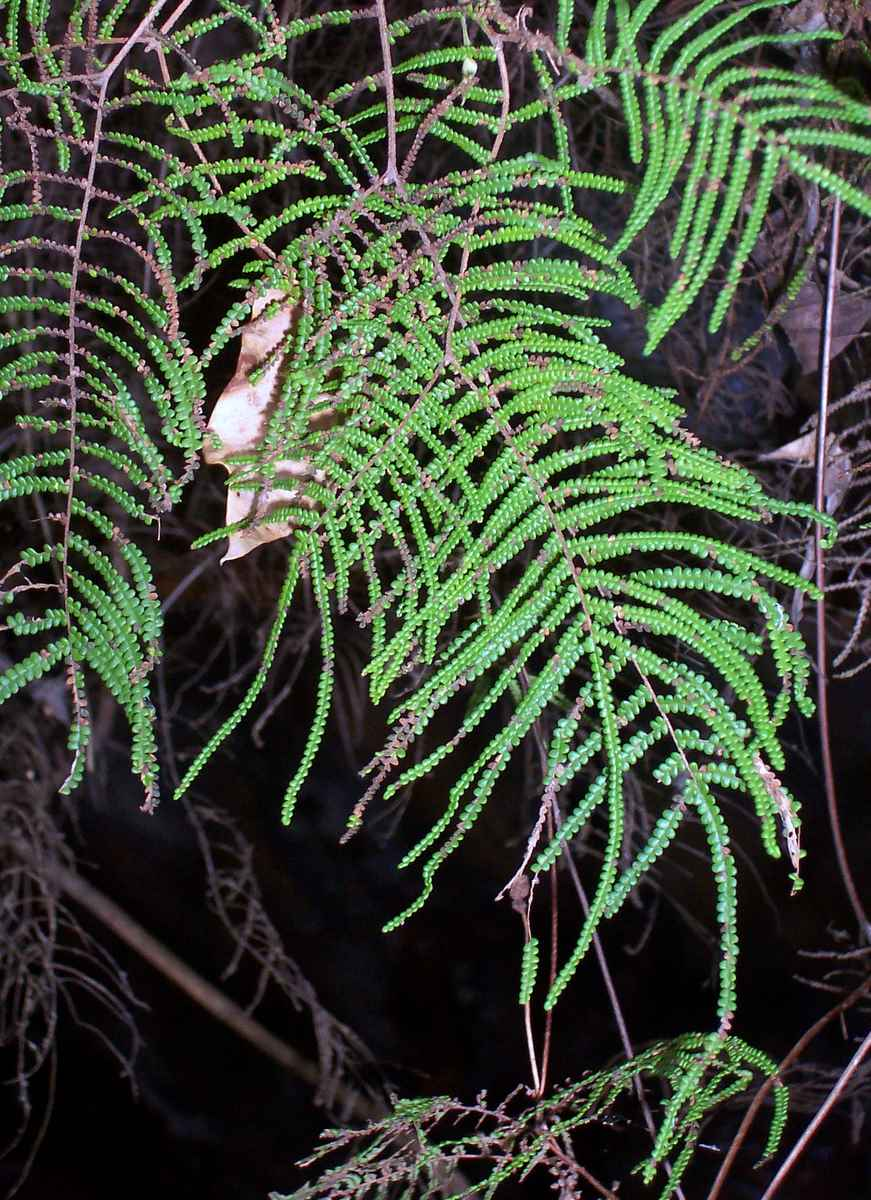
Gleicheniaceae: Gleichenia

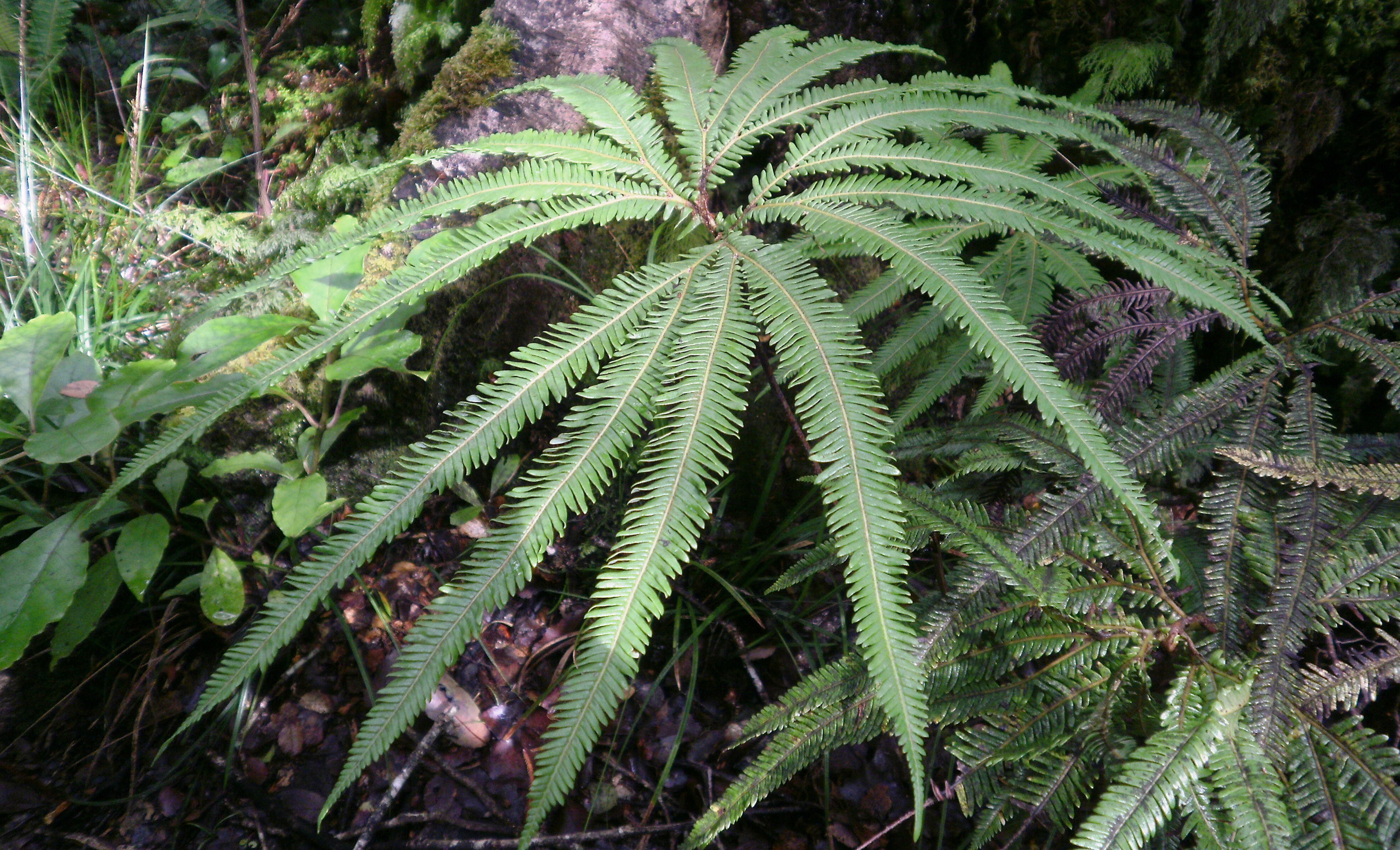
Gleicheniaceae: Sticherus cunninghamii

Gleicheniales é uma ordem de pteridófitos da subclasse Polypodiidae (os fetos leptosporangiados) da subdivisão Euphyllophytina da divisão Monilophyta. Os Gleicheniales estão presentes no registo fóssil sendo potencialmente tão antigos como o Carbonífero, embora os registos mais antigos e inequívocos datem do Permiano.

## Descrição
Os Gleicheniales têm relativamente poucas características morfológicas comuns, mas são bem caracterizados como um grupo monofilético por estudos de biologia molecular. Apesar disso, estes fetos caraterizam-se pelas estelas das suas raízes terem 3 a 5 pólos de protoxilema e anterídeos com 6 a 12 células estreitas e curvadas ou torcidas nas suas paredes. Além disto, o seu hábito é muito diverso, incluindo plantas com frondes típicas dos fetos, outras cujas folhas se assemelham às das palmeiras, e outras ainda que possuem folhas indivisas. 
São fetos tropicais, com maior diversidade na Ásia e na região do Pacífico, mas ocorrem em todas as regiões tropicais e parcialmente nas regiões subtropicais.

## Taxonomia e filogenia

### Classificação
Existe alguma disputa sobre a classificação destes fetos. Podem ser alternativamente considerados como a subclasse Gleicheniatae de Polypodiopsida, com os taxa tratados como famílias aqui promovidos a ordens, de forma a poder estabelecer-se uma subclasse distinta para os fetos leptosporangiados.
Noutros tratamentos taxonómicos, a definição é alargada para incluir a ordem Hymenophyllales, bem como o género de aspeto similar Hymenophyllopsis (como a ordem Hymenophyllopsidales). O grupo resultante pode ser tratado como uma classe Gleicheniopsida ao lado de Polypodiopsida, que estaria assim limitada aos fetos leptosporangiados. Alternativamente, este grupo pode ser considerado uma subclasse, Gleicheniatae, com o agrupamento Polypodiopsida a abranger todos os fetos verdadeiros, excluindo apenas Marattiopsida e Psilotopsida. Porém, as Gleicheniales expandidas não parecem ser monofiléticas, mas antes um grupo basal, retendo traços antigos entre os fetos existentes - apesar de Hymenophyllopsis, por exemplo, poder ser um ramo atavístico de Cyatheaceae.
Independentemente do seu tratamento taxonómico moderno, as Gleicheniales eram anteriormente incluídas na ordem Polypodiales. Mas os fetos, em sentido amplo, são um grupo demasiado diverso para ser empurrado para um táxon de tão baixa ordem.
O taxon não-monofilético † Microphyllopteris é usado para algumas Gleicheniales do Mesozóico que não podem ser seguramente classificadas em ordens atuais. Os géneros do Triássico † Antarctipteris e † Gleichenipteris são por vezes classificados em Gleicheniaceae, mas provavelmente é preferível classificá-los como Gleicheniales em incertae sedis.
Na classificação filogenética molecular de Smith et al., publicado em 2006, as Gleicheniales foram colocadas na classe Polypodiopsida (os fetos leptosporangiados). Foram reconhecidas três famílias, Dipteridaceae, Gleicheniaceae e Matoniaceae. A sequência linear de Christenhusz et al. (2011), destinada a ser compatível com a classificação de Chase e Reveal (2009) que colocou todas as plantas terrestres em Equisetopsida, reclassificou os Polypodiopsida de Smith como subclasse Polypodiidae e colocou os Gleicheniales nessa subclasse. A circunscrição taxonómica da ordem e das suas famílias não foi alterada, e essa circunscrição e colocação em Polypodiidae foi subsequentemente seguida nas classificações de Christenhusz e Chase (2014) e pelo sistema PPG I (2016).
O táxon-forma † Microphyllopteris é usado para alguns Gleicheniales do Mesozóico que não podem ser atribuídos de forma fiável às ordens actuais. As espécies do Triássico † Antarctipteris e † Gleichenipteris são por vezes atribuídas às Gleicheniaceae, mas são provavelmente melhor consideradas como Gleicheniales em incertae sedis'. Os membros mais antigos possíveis da família são membros do género † Oligocarpia (órgãos reprodutores) do Carbonífero. No entanto, estes têm sido alternativamente considerados membros de † Sermayaceae. Os registos mais antigos e inequívocos, pertencentes à família Gleicheniaceae, são conhecidos da flora do Tufo Wuda, da China, datando do Asseliano, há aproximadamente 298,34 milhões de anos.
Em tratamentos históricos, a ordem tem sido por vezes tratada como uma subclasse Gleicheniatae dos Pteridopsida, com os taxa tratados como famílias aqui elevados a ordens, de modo a que uma subclasse distinta possa ser estabelecida para os fetos leptosporangiados. Noutros tratamentos, foram alargados para incluir os fetos filamentosos (ordem Hymenophyllales), bem como o género de aspeto semelhante Hymenophyllopsis (como ordem Hymenophyllopsidales). O grupo resultante foi tratado como classe Gleicheniopsida ao lado dos Pteridopsida, que então se limitariam aos fetos leptosporangiadas. No entanto, esta classe não é monofilética mas sim um grupo basal parafilético Independentemente do seu tratamento taxonómico moderno, os Gleicheniales foram anteriormente incluídos na ordem Polypodiales. Mas os fetos, no sentido lato, são um grupo demasiado diverso para serem incluídos num taxon com uma classificação tão baixa.

### Filogenia
A ordem Gleicheniales está mais na base da estrutura filogenética dos fetos leptosporangiados. São monofiléticos e constituem o grupo irmão da ordem Hymenophyllales. Conhecem-se fósseiss de Gleicheniales a partir do Jurássico. Atingiram a sua maior diversidade de espécies no Mesozoico. O cladograma seguinte mostra a filogenia de Gleicheniales:
|  | †Selenocarpus                                                 |
|  |                                                               |
|  | \| \| Matoniaceae \| \| \| \| \| \| Dipteridaceae \| \| \| \| |
|  |                                                               |
|  | Matoniaceae                                                   |
|  |                                                               |
|  | Dipteridaceae                                                 |
|  |                                                               |

|  | Matoniaceae   |
|  |               |
|  | Dipteridaceae |
|  |               |

|  | †Selenocarpus                                                 |
|  |                                                               |
|  | \| \| Matoniaceae \| \| \| \| \| \| Dipteridaceae \| \| \| \| |
|  |                                                               |
|  | Matoniaceae                                                   |
|  |                                                               |
|  | Dipteridaceae                                                 |
|  |                                                               |

|  | Matoniaceae   |
|  |               |
|  | Dipteridaceae |
|  |               |

### Sistemática e distribuição
Na ordem Gleicheniales existem três famílias com cerca de onze géneros (dados de 2022):
- Dipteridaceae — família monofilética conhecida na forma fóssil desde o Triássico Superior. Os membros desta família apresentam um longo caule rasteiro. O talo da folha tem um único feixe vascular. As lâminas foliares são divididas em duas ou mais partes desiguais. Os soros não têm indúsio. O anel do esporângio é vertical ou ligeiramente oblíquo, os esporângios de maturação simultânea ou sucessiva formam cada um 64 ou 128 esporos. Os gametófitos são um talo em forma de coração. O número básico de cromossomas é x = 33. As espécies distribuem-se pela Índia, Sudeste Asiático, China, Japão e Malésia até à Polinésia ocidental (Samoa, Fiji). Existem apenas dois géneros extantes com dez a onze espécies:[1][11]
  - Dipteris Reinw. — com cerca de oito espécies ditrinuídas desde o nordeste da Índia, Bangladesh, Butão, Nepal, Myanmar, Tibete até ao sul da China, Taiwan Malásia, e das Ilhas Ryūkyū, Filipinas, Bornéu, Nova Guiné até ao nordeste de Queensland e Fiji.[1]
  - Cheiropleuria C.Presl — as cerca de três espécies ocorrem desde a Ásia Oriental até à Malésia.[1]
- Gleicheniaceae — caracterizam-se por uma divisão bifurcada (pseudodicotómica) das folhas. O rizoma tem um protostelo, as nervuras da folha terminam livremente, os esporângios estão na parte inferior da folha, não na margem, e consistem em cinco a 15 esporângios com um anel transversal e 128 a 800 esporos. Os esporângios de um mesmo soro amadurecem simultaneamente. O gametófito é verde, tem tricomas em forma de bastão e vive na superfície. O número de base do cromossomas é x = 22, 34, 39, 43 ou 56. A distribuição natural é pantropical. Existem cerca de sete géneros com cerca de 145 espécies (2022):[1][12][13]
  - Dicranopteris Bernh. (sin.: Acropterygium (Diels) Nakai, Hicriopteris C.Presl non Ching nec Copel., Holopterygium Diels, Sticherus sect. Hicriopteris (C.Presl) C.Chr.) — contém cerca de 20 espécies e um híbrido natural. A distribuição é pantropical com um centro de diversidade na Malésia.[1]
  - Diplopterygium (Diels) Nakai (sin.: Hicriopteris Ching non C.Presl) — as cerca de 21 espécies distribuem-se pela Índia, pelos Himalaias, pelo sul da China, pelo Sudeste Asiático, pelo sul do Japão, pelo Bornéu, pela Nova Guiné até Queensland e pelas ilhas do Pacífico ocidental (Havai). Uma espécie ocorre nos Neotrópicos.[1]
  - Gleichenella Ching — existe apenas uma espécie:[1]
    - Gleichenella pectinata (Willd.) Ching — muito comum nos Neotrópicos.[1]

  - Gleichenia Sm. — contém cerca de 14 espécies e um híbrido natural. Nos Paleotrópicos está disseminada nas regiões tropicais e meridionais de África, Madagáscar, Sudeste Asiático e desde a Malésia, Austrália até à Nova Zelândia.
  - Sticherus C.Presl (sin.: Gleichenia subgen. Mertensia Hook.) — contém cerca de 90 espécies e três híbridos naturais. A distribuição é pantropical, com destaque para a região neotropical (55 espécies).[1]
  - Rouxopteris Hong M.Liu — foi criado em 2020 com apenas uma espécie:[1]
    - Rouxopteris boryi (Kunze) Hong M.Liu — com duas variedades, uma ocorre em Madagáscar e a outra apenas na ilha da Reunião.[1]

  - Stromatopteris Mett. — com apenas uma espécie:[1]
    - Stromatopteris moniliformis Mett. — encontra-se na Nova Caledónia.[1]
- Matoniaceae — O caule tem um solenóstelo com pelo menos dois cilindros concêntricos de feixes vasculares. As lâminas foliares são desigualmente ramificadas de forma dicotómica. Os soros têm um indúsio. Os esporângios amadurecem simultaneamente, têm um pedúnculo curto e um anel oblíquo. O gametófito é verde, em forma de talo e com anterídios grandes e multicelulares. Encontram-se nos últimos tempos principalmente na Malésia e são conhecidas no registo fóssil desde o Mesozoico médio. Existem dois géneros, cada um com duas espécies:
  - Matonia R.Br. ex Wall. (sin.: Prionopteris Wall.) — as duas espécies distribuem-se na península tailandesa e pela Malésia.
  - Phanerosorus Copel. — as cerca de duas espécies ocorrem apenas nas Molucas, Bornéu e Nova Guiné.[1]